# Сидирокастрон (Сере)
Сидиро́кастрон (греч. Σιδηρόκαστρον — «Железная крепость») — малый город в Греции. Расположен на высоте 105 м над уровнем моря, к северо-востоку от города Ираклия и к северо-западу от города Сере, на левом берегу реки Стримон, на Сересской равнине, к востоку от озера Керкини. Административный центр общины Синдики в периферийной единице Сере в периферии Центральная Македония. Население 5177 человек по переписи 2011 года.
В церковном отношении — центр Сидирокастронской митрополии Константинопольской православной церкви. Митрополитом с 2001 года является Макарий (Филофеу).
В Сидирокастроне находятся лечебные геотермальные источники.

## История
В Османской империи город именовался Демирхисар (Демир-Хиссар, Демир-Гиссар, Демир-Иссар, Демир-шар, тур. Demirhisar). Славянское название города — Валовиште или Валовища.

## Сообщество
Сообщество Сидирокастрон (Κοινότητα Σιδηροκάστρου) создано в 1920 году (ΦΕΚ 2Α). В сообщество входит 7 населённых пунктов. Население 5693 человек по переписи 2011 года. Площадь 127,75 квадратных километров.
| Населённый пункт | Население (2011), человек |
| ---------------- | ------------------------- |
| Термопийи        | 154                       |
| Като-Амбелия     | 219                       |
| Лутра            | 0                         |
| Сидирокастрон    | 5177                      |
| Статмос          | 25                        |
| Схистолитос      | 26                        |
| Феа-Петра        | 92                        |

## Население
| Год  | Население, человек |
| ---- | ------------------ |
| 1991 | 5389               |
| 2001 | 5737               |
| 2011 | ↘ 5177             |